# ПВО Сирије
Противваздушна одбрана (ПВО) Сирије је засебан вид и независна је у систему командовања, унутар Оружаних снага Сирије. Била је припојена и онда је одвојена од Сиријске арапске војске и Војног ваздухопловства Сирије. ПВО Сирије сачињава двадесет пет бригада, свака је са по шест батерија, опремљених ракетним системима земља-ваздух (SAM) (енгл. Surface-to-air missile). Опремљених са 650 статичких С-75 (двина), С-125 нева и лансера С-200, 200 мобилних 2К12 куб и лансера Бук и преко 4.000 противавионских топова у распону калибара од 23 mm до 100 mm. Ту су и два самостална ракетна пука, наоружана са Оса и С-300, сваки са четири батерије од по 48 мобилних ракетних система.
Сиријски систем за рано упозоравање се састоји од радара великог домета: П-12 радар, П-14 радар, П-15 радар, П-30 радар, П-35 радар, П-80 радар, ПРВ-13 радар и ПРВ-16 радар који су мобилни и статичких радарских станица, широм Сирије.

## Тренутна структура и организација
ПВО Сирије сачињава редовни формацијски састав од:
- 40.000 припадника
- Две ПВО дивизија
  - Двадесет пет ПВО бригада
    - Сто тридесет ПВО батерија

25 тимова одбране (130 батерије), укључујући:
- Самоходна ракетна средства
  - 62 батерије:
    - 11 тимова - 27 батерија - SA-6 (2К12 Куб);
    - 14 батерија - SA-8 (Оса (ракетни систем));
    - 12 батерија - SA-22 (Панцир-С1);
    - 9 батерија - SA-11 (Бук (ракетни систем))
- Вучна ракетна средства
  - 11 тимова - 60 батерија - SA-2 (С-75 / С-75М) и SA-3 (С-125 Нева / С-125М) (Бити унапређен);
- Два ракетна пука SA-5 (С-200) (у свакој бригади до 2 дивизије са 2 батерије, у свакој).
  - Четири ракетна батаљона
    - Осам статичких ракетних батерија / положаја
- Два независна ракетна пука
  - Четири ракетне батерије са SA-8 (Оса (ракетни систем));

## Инвентар
| С-75                      | СССР   | 320 | SA-2, НАТО ознака, лансира се са постоља  |   |
| С-125 Нева                | СССР   | 148 | SA-3 (НАТО ознака), лансира се са постоља |   |
| С-200                     | СССР   | 48  | SA-5 (НАТО ознака)                        |   |
| 2К12 Куб                  | СССР   | 200 | SA-6 (НАТО ознака)                        |   |
| Оса (ракетни систем)      | СССР   | 60  | SA-8 (НАТО ознака)                        |   |
| Стрела-1                  | СССР   | 20  | SA-9 (НАТО ознака)                        |   |
| Стрела-13                 | СССР   | 35  | SA-9 (НАТО ознака)                        |   |
| Бук (ракетни систем)      | СССР   | 48  | SA-11 (НАТО ознака)                       | ] |
| Тунгуска (ракетни систем) | СССР   | ?   | SA-19 (НАТО ознака)                       |   |
| Тор (ракетни систем)      | Русија | ?   | SA-15 (НАТО ознака)                       |   |
| Панцир-С1                 | Русија | 50  | SA-22 (НАТО ознака)                       |   |